# António Ramos Rosa
António Víctor Ramos Rosa (Faro, 17 d'octubre de 1924 - Lisboa, 23 de setembre del 2013), fou un poeta portuguès, també reconegut com a dibuixant.

## Vida
Ramos Rosa estudià a Faro, però no aconseguí acabar l'ensenyament secundari per problemes de salut. El 1958 publica al diari «A Voz de Loulé» el poema "Os dias, sem matéria". En aquell mateix any veié la llum el seu primer llibre «O Grito Claro», n.º 1 de la col·lecció «A Palavra», editada a Faro i dirigida pel seu amic i també poeta Casimiro de Brito. Encara en aquell any inicia la publicació de la revista «Cadernos do Meio-Dia», que el 1960 seria tancada per ordre de la policia política.
La Biblioteca Municipal de Faro duu el seu nom.

## Premis i guardons
- Com a escriptor
  - Premi de la Bienal de Poesia de Liège, 1991
  - Premi Jean Malrieu per al millor llibre de poesia traduït a França, 1992
- Obra
  - Prémio Fernando Pessoa, de l'Editora Ática (Segon lloc ex aequo), 1958 (Viagem através duma nebulosa)
  - Prémio Nacional de Poesia, de la Secretaria de Estado de Informação e Turismo (rebutjat per l'autor), 1971 (Nos seus olhos de silêncio)
  - Prémio Literário da Casa da Imprensa (Premi literari), 1972 (A pedra nua)
  - Prémio da Fundação de Hautevilliers para o Diálogo de Culturas (Prémi de traducció), 1976 (Algumas das Palavras: antologia de poesia de Paul Éluard)
  - Prémio P.E.N. Clube Português de Poesia, 1980 (O incêndio dos aspectos)
  - Prémio Nicola de Poesia, 1986 (Volante verde)
  - Prémio Jacinto do Prado Coelho, del Centro Português da Associação Internacional de Críticos Literários, 1987 (Incisões oblíquas)
  - Grande Prémio de Poesia APE/CTT, 1989 (Acordes)
  - Prémio Municipal Eça de Queiroz, de la Câmara Municipal de Lisboa (Prémio de Poesia), 1992 (As armas imprecisas)
  - Grande Prémio Sophia de Mello Breyner Andresen (Prémio de Poesia), São João da Madeira, 2005 (O poeta na rua. Antologia portátil)

## Obra
- 1958 - O Grito Claro
- 1960 - Viagem Através duma Nebulosa
- 1961 - Voz Inicial
- 1961 - Sobre o Rosto da Terra
- 1963 - Ocupação do Espaço
- 1964 - Terrear
- 1966 - Estou Vivo e Escrevo Sol
- 1969 - A Construção do Corpo
- 1970 - Nos Seus Olhos de Silêncio
- 1972 - A Pedra Nua
- 1974 - Não Posso Adiar o Coração (vol. I, da Obra Poética)
- 1975 - Animal Olhar (vol.II, da Obra Poética)
- 1975 - Respirar a Sombra (vol.III, da Obra Poética)
- 1975 - Ciclo do Cavalo
- 1977 - Boca Incompleta
- 1977 - A Imagem
- 1978 - As Marcas no Deserto
- 1978 - A Nuvem Sobre a Página
- 1979 - Figurações
- 1979 - Círculo Aberto
- 1980 - O Incêndio dos Aspectos
- 1980 - Declives
- 1980 - Le Domaine Enchanté
- 1980 - Figura: Fragmentos
- 1980 - As Marcas do Deserto
- 1981 - O Centro na Distância
- 1982 - O Incerto Exacto
- 1983 - Quando o Inexorável
- 1983 - Gravitações (hi ha traducció catalana d'Antoni Xumet, Gravitacions, Vic: 2011. Eumo Editorial i Cafè Central. Jardins de Samarcanda, 61. (7è Premi "Jordi Domènech de Traducció de Poesia"
- 1984 - Dinâmica Subtil
- 1985 - Ficção
- 1985 - Mediadoras
- 1986 - Volante Verde
- 1986 - Vinte Poemas para Albano Martins
- 1986 - Clareiras
- 1987 - No Calcanhar do Vento
- 1988 - O Livro da Ignorância
- 1988 - O Deus Nu(lo)
- 1989 - Três Lições Materiais
- 1989 - Acordes
- 1989 - Duas Águas, Um Rio (colaboração com Casimiro de Brito)
- 1990 - O Não e o Sim
- 1990 - Facilidade do Ar
- 1990 - Estrias
- 1991 - A Rosa Esquerda
- 1991 - Oásis Branco
- 1992 - Pólen- Silêncio
- 1992 - As Armas Imprecisas
- 1992 - Clamores
- 1992 - Dezassete Poemas
- 1993 - Lâmpadas Com Alguns Insectos
- 1994 - O Teu Rosto
- 1994 - O Navio da Matéria
- 1995 - Três
- 1996 - Delta
- 1996 - Figuras Solares

## Revistes on va col·laborar
- 1952 -1954 - Árvore
- 1956 - Cassiopeia
- 1958 -1960 - Cadernos do Meio-dia
- Esprit
- Europa Letteraria
- Colóquio-Letras
- Ler
- O Tempo e o Modo
- Raiz & Utopia
- Seara Nova
- Silex
- Revista Vértice

## Diaris on va col·laborar
- A Capital
- Artes & Letras
- Comércio do Porto
- Diário de Lisboa
- Diário de Notícias
- Diário Popular
- O Tempo